# Erzsébet Vígh
Erzsébet Vígh (verheiratete Krebs; * 27. Februar 1935 in Timișoara) ist eine ehemalige ungarische Speerwerferin.
Bei den Leichtathletik-Europameisterschaften 1954 in Bern wurde sie Achte und bei den Olympischen Spielen 1956 in Melbourne Siebte.
Sechsmal wurde sie Ungarische Meisterin (1951–1953, 1955–1957). Ihre persönliche Bestleistung von 52,69 m stellte sie am 29. September 1956 in Budapest auf.
Erzsébet Vígh war mit dem Sportschützen Sándor Krebs verheiratet.